# Phrynobatrachus pallidus
Phrynobatrachus pallidus es una especie de anfibio anuro de la familia Phrynobatrachidae.

## Distribución geográfica
Esta especie se encuentra:
- en Tanzania, entre Dar es Salaam y Tanga, y tierra adentro al pie de las montañas de Usambara;
- en Kenia en la provincia de Côte.[5]

## Publicación original
- Pickersgill, 2007 : Frog Search. Results of Expeditions to Southern and Eastern Africa from 1993-1999. Frankfurt Contributions to Natural History, vol. 28, p. 1-574, Édition Chimaira.[6]